# Saroba ochreisparsa
Saroba ochreisparsa là một loài bướm đêm trong họ Noctuidae.